# Тендулкар, Сачин
Сачин Рамеш Тендулкар (англ. Sachin Ramesh Tendulkar; род. 24 апреля 1973 года) — индийский игрок в крикет, считающийся одним из величайших бэтсменов всех времен. За выдающиеся достижения среди поклонников он получил прозвище «Бог крикета». Тендулкар начал играть в крикет в возрасте 11 лет, в шестнадцать выступал в Тестовом чемпионате мира по крикету против сборной Пакистана. В течение 22 лет представлял команду родного города Мумбаи в чемпионате Индии и сборную Индии на международных соревнованиях. Является единственным игроком, имеющий 100 сенчури в международных матчах, первый бэтсмен, заработавший двойной сенчури на One Day International, и единственный игрок, набравший более 30 000 ранов в международных турнирах. Он также является 16 игроком в мире и первым в Индии, набравшим за карьеру более 50 000 ранов.
В 2002 году ежегодник Wisden Cricketers' Almanack поместил Тендулкара на второе место в списке величайших бэтсменов Тестового чемпионата сразу после Дона Брэдмена, и на второе место в списке величайших бэтсманов ODI сразу после Вива Ричардса. На закате карьеры Тендулкар в составе Сборной Индии по крикету выиграл в 2011 году Кубок мира, что произошло первый раз за его шесть выступлений в кубке за команду Индии. В 2003 году он завоевал титул лучшего игрока турнира, проводившегося в ЮАР. В 2013 году Тендулкар был единственным индийцем, попавшим в Test World XI всех времён.
В 1994 году Тендулкар получил премию «Арджуна» за выдающиеся спортивные достижения. В 1997 году он был удостоен медали Раджив Ганди Кхел Ратна, являющейся высшей спортивной наградой Индии. В 1999 году его наградили орденом Падма Шри, четвёртой по значимости гражданской наградой, а в 2008 — орденом Падма Вибхушан, второй по значимости гражданской наградой. Через несколько часов после завершении финального матча 16 ноября 2013 года премьер-министр Индии объявил о решении вручить Сачину Тендулкару орден Бхарат Ратна, высшую гражданскую награду Индии. До настоящего времени Тендулкар остается самым молодым награждённым этим орденом и единственным спортсменом, удостоенным подобной чести. В 2010 году он также выиграл приз Сэра Гарфилда Соберса, присуждаемый ежегодно лучшему игроку в крикет. В 2012 году Тендулкар был кандидатом в Раджья сабха, верхнюю палату индийского парламента . Также он стал первым спортсменом и первым лицом, не имеющим отношения к авиации, которому было присвоено почётное звание командира эскадрильи ВВС Индии. В 2012 году Сачин Тендулкар стал почётным членом Ордена Австралии.
В декабре 2012 года Сачин Тендулкар объявил, что больше не будет играть в однодневных международных матчах. В октябре 2013 года он также перестал участвовать в матчах Twenty20, после чего объявил о завершении карьеры. Свой последний матч, 200-й в рамках Тестового чемпионата, Сачин Тендулкар отыграл 16 ноября 2013 года против команды West Indies на стадионе Wankhede в Мумбаи. Всего Тендулкар провёл 664 международных матча, в которых набрал 34 357 рана.

## Личная жизнь
24 мая 1995 года Сачин женился на Анджали Мехте, педиатре по профессии, с которой познакомился в 1990 году. У пары родились дочь и сын. Сын заинтересовался крикетом и хочет пойти по стопам отца.

## Награды
- 2020 — Laureus World Sports Award.[32]